# 拉多万·卡拉季奇
拉多万·卡拉季奇（發音：[râdoʋaːn kâradʒitɕ]；又譯卡拉迪奇；1945年6月19日—）生于南斯拉夫黑山共和国的佩特尼察，波斯尼亚和黑塞哥维那政治人物、诗人、精神病学家，曾任塞族共和国第一任总统（1992年－1996年）。
由1995年開始，他被國際法庭戰爭罪行法庭通緝。法庭指控他涉及種族滅絕和戰爭罪行，包括1992至1995年圍攻薩拉熱窩時屠殺11,000人、1995年在斯雷布雷尼察屠殺8,000名穆斯林。
在逃期间卡拉季奇化名德拉甘·达比奇在民间行医。2008年7月21日，卡拉季奇在貝爾格萊德被捕。7月30日被引渡至海牙受審。
2016年3月24日，前南斯拉夫問題國際刑事法庭裁定卡拉季奇在波士尼亞戰爭中犯下反人類罪，罪行包括謀殺和迫害等，判處卡拉季奇40年監禁。7月22日，卡拉季奇对判决提出上诉。國際刑事法庭餘留機制于2019年3月20日驳回此上訴，并判处其终身监禁。

## 早年生活
1945年6月9日，拉多万·卡拉季奇出生于南斯拉夫社会主义联邦共和国黑山一个叫佩特尼察的小村庄。 他的父亲武科（Vuko，1912–1987）是当地的一名鞋匠，而他的母亲约万卡（Jovanka，1922–2005）则是来自普列夫利亚的一名农民，她在1943年同她的父亲结婚，那年她20岁。 卡拉季奇曾声称，他同塞尔维亚语言学改良家吴克·斯蒂凡诺维奇·卡拉季奇有血缘关系，但无人可以证实。 而二战期间，他的父亲是南斯拉夫王国政府军的一名成员，在他小的时候，他的父亲一直被共产党政府关押。 1960年，他搬到萨拉热窝以在萨拉热窝大学学习精神病学。
1970年，他在丹麦奈斯特韦兹医院实习，随后又前往美国哥伦比亚大学深造。返回南斯拉夫后，他开始在萨拉热窝的科索沃医院工作。他也是个诗人，受到过塞尔维亚作家多布里察·乔西奇的影响，而后者也鼓励他从政。他曾在一场演讲上说，布尔什维克主义很糟，但民族主义更差。

### 财务丑闻
毕业后，卡拉季奇开始在科索沃医院精神病科工作。有证据显示，他为了牟利，曾经给他人提供过假病历和药品。而这些人大多是想要早些退休的护理人员和想逃避刑罚的罪犯。1983年，他开始在贝尔格莱德郊区沃日多瓦茨的一家医院工作。在那里他伙同当地矿山老板莫姆契洛克·克拉伊什尼克，试图骗取一笔农业发展基金，好在波黑滑雪胜地帕莱附近建别墅。不过在1984年11月1日，这两个人因诈骗被捕，关了11个月后，经友人尼古拉·科列维奇（Nikola Koljević）保释出狱。由于缺乏证据，卡拉季奇的审判被推迟。直到1985年9月26日，法院才宣布卡拉季奇因犯有诈骗和挪用公款罪被判处有期徒刑三年。不过到宣判时卡拉季奇已经被抓1年了，他也没有服完剩下的刑期。

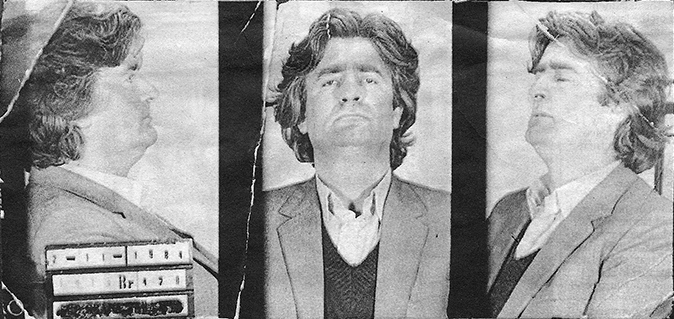
卡拉季奇在1984年11月被捕时拍摄的档案照

## 政治生涯
在后来的南斯拉夫联盟总统多布里察·乔西奇和克罗地亚塞族领袖约万·拉什科维奇的鼓励下，卡拉季奇于1989年在波黑参与创建了塞族民主党。这个党派致力于团结波黑塞族社会。在波黑和克罗地亚独立时，该党也曾同克罗地亚塞族一道阻止塞族聚居区同南斯拉夫脱离。
1991年，塞族民主党开始在全波黑划分塞族自治。1991年10月15日，在波斯尼亚议会举行独立公投后。他们于1991年10月24日在巴尼亚卢卡另行组建了一个代表全体波黑塞族的塞族议会。接下来的一个月，在波黑塞族进行的公民投票中，支持“不脱离南斯拉夫”的一派以压倒性优势取得胜利。1991年12月塞族民主党高层拟定了一份名为《新形势下波黑塞族组织及活动》的秘密报告。报告中详细阐述了他们占领波黑境内所有塞族自治区的计划。
1992年1月9日，波黑塞族议会宣布塞族共和国成立。1992年1月8日，塞族共和国宪法出台，其中称波黑境内所有的塞尔维亚人自治区以及赛族聚居区均为塞族共和国领土。部分在二战前是塞族聚居地，而二战期间塞族人口因屠杀而减少的地区也在其中。宪法中也规定塞族共和国是南斯拉夫联盟的一部分。1992年2月29日和3月1日，波斯尼亚和黑塞哥维那举行独立公投。许多塞族人拒绝参加这次公投，参与投票的人以支持独立的波斯尼亚人和克罗地亚人居多。

### 塞族共和国总统
1992年4月6日和7日，欧洲共同体和美国先后承认波斯尼亚和黑塞哥维那独立。 1992年5月22日，联合国承认波黑。1992年5月13日，在南斯拉夫社会主义联邦解体之后，卡拉季奇在帕莱被选为塞族共和国总统。根据宪法规定，他有指挥塞族共和国军以及任免军官的权力。上任后，卡拉季奇曾三次赴联合国总部就波黑未来展开谈判。
1995年8月4日，克罗地亚军队开始向克罗地亚中部的塞尔维亚克拉依那共和国大举进攻。同时，卡拉季奇宣布解除总指挥拉特科·姆拉迪奇将军的职位并由他本人接任。表面上，卡拉季奇是因为姆拉迪奇丢掉了波斯尼亚西部两个重要的城镇而惩罚姆拉迪奇的。实际上，卡拉季奇是想显示他对指挥体系的调整。不过，姆拉迪奇将军不愿乖乖离开，支持他的波黑塞族平民和士兵也表示不满。对此，卡拉季奇将姆拉迪奇说成疯子，但最后他还是被迫恢复姆拉迪奇的职位。

### 战争罪行
卡拉季奇因就任塞族共和国总统和武装部队总司令期间，针对波黑非塞族平民犯下多个战争罪行而遭到前南斯拉夫问题国际法庭的指控。有鉴于他的指挥官身份，他要为超过7500名穆斯林的死亡负责。前南斯拉夫问题国际法庭因卡拉季奇的以下行为作出指控：
- 曾指挥塞族共和国军队进攻萨拉热窝
- 在联合国安全区内制造屠杀
- 在1995年5月至7月之间，将联合国人员劫持为人质。

1995年，前南斯拉夫问题国际法庭对卡拉季奇和姆拉迪奇进行起诉。罪行如下
- 五项反人类罪行(种族灭绝，谋杀，基于政治，种族，宗教理由的迫害，迫害，反人道行为（强制迁移居民）)
- 三项战争罪行
- 违背《日内瓦公约》[24]
- 非法迁移平民[25]

美国政府悬赏500万美元缉拿这两名罪犯。

## 逃亡经历
1993年，卡拉季奇在访问联合国总部期间就接到了传票。不过美国政府没有在他于1995年访问联合国期间成功抓到他。
有传言称，美国政府根据代顿协定对卡拉季奇提供了保护。不过，这并不妨碍卡拉季奇长达接近十年之久的逃亡令他在波黑塞族间的声望越来越高。

在逃亡期间，卡拉季奇得到了包括Bosko Radonjich在内数人的帮助。2001年，数百名卡拉季奇支持者曾在卡拉季奇的家乡举行集会支持卡拉季奇。2003年3月，卡拉季奇的母亲约万卡公开劝说卡拉季奇投降。
英国官员称，相较于通过军事手段，在政治上向巴尔干国家政府施压更可能将卡拉季奇以及其他嫌犯抓获归案。
2004年5月，联合国得知，一名向前南刑庭提供有关卡拉季奇消息的嫌犯的兄弟在塞族共和国警方发动的一起突袭行动中遭到误杀。联合国方面认为，策划者是想堵住那名嫌犯的嘴。
2005年，波黑塞族领袖公开敦促卡拉季奇投降，他表示卡拉季奇的在逃会阻碍波斯尼亚和塞尔维亚两国在政治和经济上的发展。在五月份一次失败的突袭过后，北约士兵于2005年7月7日逮捕了拉多万·卡拉季奇的儿子亚历山大。不过他们在10天后释放了亞歷山大。7月28日。卡拉季奇的妻子呼吁她的丈夫投降。
BBC报道称，2005年有人在福查附近苏捷斯卡国家公园边界上看到过卡拉季奇，报道中评论，西方国家情报机关知道卡拉季奇和姆拉迪奇在哪里，可英美两国政府为了避免伤亡不对他们采取抓捕行动。
1999年起，卡拉季奇将自己伪装成了一个“新纪元医药专家”在民间行医。他名片上印着的假名是“D.D. David”，开头的字母缩写明显是“Dragan Dabić”的缩写。也有官员说，卡拉季奇有时会使用“Dr. Dragan David Dabić”这个名字。他曾在数百人面前演讲，以宣传他卖的药。在他的个人网站上，他说，他可以用“人体量子能量”治愈性病和性功能障碍。据报道，2007年5月，卡拉季奇在维也纳逃脱了奥地利警方的抓捕。当时他冒充成了一个叫佩塔尔·格鲁马茨的克罗地亚籍药贩子。奥地利警方在一次与某个过失杀人案有关的行动中，碰到了卡拉季奇并同卡拉季奇进行了谈话，但他们没有认出卡拉季奇的真实身份。卡拉季奇持有克罗地亚护照并宣称他是来奥地利实习的。奥地利警方见他面对警察时十分冷静，又积极配合提问，就不再深究。不过这条消息真实度存疑，因为一名叫佩塔尔·格鲁马茨的医生宣称他曾在维也纳被警察叫去谈话。卡拉季奇的侄子Dragan说，卡拉季奇曾以佩塔尔·格鲁马茨的名义参加一场足球赛。

## 审讯

### 逮捕及审讯
2008年，正以替代医学专家身份在维也纳和贝尔格莱德两地行医的卡拉季奇，於贝尔格莱德被捕。7月30日，卡拉季奇被送至海牙的前南斯拉夫问题国际刑事法庭。在第一次审讯中，卡拉季奇对妻子说出了他的恐惧：“如果霍尔布鲁克后悔之前在这个法庭上没有人被判死刑，想要拿我开刀的话，我想知道他的手臂能不能够到我。”同时，他说，他之所以能逃亡13年之久，是因为他与霍尔布鲁克达成了交易。他也对美国前国务卿马德琳·奥尔布莱特做出了同样的指控。Muhamed Sacirbey，当时的波斯尼亚外长宣称，他们是在1996年7月达成这项交易的。

## 所著诗歌
卡拉季奇出版过数部诗集，其中大部分是在逃亡时发表的。
- 1968: “Ludo koplje”
- 1971: “Pamtivek”
- 1990: Crna bajka
- 1992: Rat u Bosni: Kako je počelo
- 1994: Ima čuda, nema čuda
- 2001: Od Ludog koplja do Crne bajke
- 2004: Čudesna hronika noći
- 2005: Pod levu sisu veka